# Mike Hough
Mike Hough (né le 6 février 1963 à Montréal, Québec au Canada) est un ancien joueur professionnel canadien de hockey sur glace.

## Carrière de joueur
Hough fut un choix de 9e ronde lors du repêchage de 1982. Ce choix tardif ne l'empêcha pas de jouer plus de 700 parties dans la Ligue nationale de hockey. Mais avant de devenir hockeyeur professionnel, il réussit avec son équipe junior de la Ligue de hockey de l'Ontario, les Rangers de Kitchener, à gagner la Coupe Memorial au terme de la saison 1981-82.
Il joua sa première saison professionnel avec l'Express de Fredericton dans la Ligue américaine de hockey en 1983-84. La saison suivante, il joua ses deux premières parties dans la LNH lors des séries éliminatoires. Il faudra attendre jusqu'à la saison 1986-1987 avant de le revoir dans l'uniforme des Nordiques de Québec, il s'y aligna pour 56 parties. Il fit partie de l'organisation de Québec jusqu'à la fin de la saison 1992-1993. Il fut même capitaine de cette équipe lors de la saison 1991-1992.
Il rejoint par la suite les Panthers de la Floride avec lesquels il atteint la finale de la Coupe Stanley, s'inclinant face à l'Avalanche du Colorado. Il prit sa retraite du hockey en 1999. Il a été par la suite assistant entraîneur avec les Rangers de Kitchener lors de la saison 2000-01.

## Statistiques
| Saison     | Équipe                  | Ligue          |     | Saison régulière | Saison régulière | Saison régulière | Saison régulière | Saison régulière |   | Séries éliminatoires | Séries éliminatoires | Séries éliminatoires | Séries éliminatoires | Séries éliminatoires |
| Saison     | Équipe                  | Ligue          | PJ  | B                | A                | Pts              | Pun              | PJ               | B | A                    | Pts                  | Pun                  |                      |                      |
| 1979-1980  | Marlboros de Toronto    | MTHL           | 44  | 20               | 50               | 70               |                  |                  |   |                      |                      |                      |                      |                      |
| 1980-1981  | Beehives de Dixie       | OPJHL          | 24  | 15               | 20               | 35               | 84               |                  |   |                      |                      |                      |                      |                      |
| 1981-1982  | Rangers de Kitchener    | LHO            | 58  | 14               | 24               | 38               | 172              | 14               | 4 | 1                    | 5                    | 16                   |                      |                      |
| 1982       | Rangers de Kitchener    | Coupe Memorial |     |                  |                  |                  |                  | 5                | 1 | 1                    | 2                    | 11                   |                      |                      |
| 1982-1983  | Rangers de Kitchener    | LHO            | 61  | 17               | 27               | 44               | 156              | 12               | 5 | 4                    | 9                    | 30                   |                      |                      |
| 1983-1984  | Express de Fredericton  | LAH            | 69  | 11               | 16               | 27               | 142              | 1                | 0 | 0                    | 0                    | 7                    |                      |                      |
| 1984-1985  | Express de Fredericton  | LAH            | 76  | 21               | 27               | 48               | 49               | 6                | 1 | 1                    | 2                    | 2                    |                      |                      |
| 1984-1985  | Nordiques de Québec     | LNH            |     |                  |                  |                  |                  | 2                | 0 | 0                    | 0                    | 0                    |                      |                      |
| 1985-1986  | Express de Fredericton  | LAH            | 74  | 21               | 33               | 54               | 68               | 6                | 0 | 3                    | 3                    | 8                    |                      |                      |
| 1986-1987  | Express de Fredericton  | LAH            | 10  | 1                | 3                | 4                | 20               |                  |   |                      |                      |                      |                      |                      |
| 1986-1987  | Nordiques de Québec     | LNH            | 56  | 6                | 8                | 14               | 79               | 9                | 0 | 3                    | 3                    | 26                   |                      |                      |
| 1987-1988  | Express de Fredericton  | LAH            | 46  | 16               | 25               | 41               | 133              | 15               | 4 | 8                    | 12                   | 55                   |                      |                      |
| 1987-1988  | Nordiques de Québec     | LNH            | 17  | 3                | 2                | 5                | 2                |                  |   |                      |                      |                      |                      |                      |
| 1988-1989  | Citadels d'Halifax      | LAH            | 22  | 11               | 10               | 21               | 87               |                  |   |                      |                      |                      |                      |                      |
| 1988-1989  | Nordiques de Québec     | LNH            | 46  | 9                | 10               | 19               | 39               |                  |   |                      |                      |                      |                      |                      |
| 1989-1990  | Nordiques de Québec     | LNH            | 43  | 13               | 13               | 26               | 84               |                  |   |                      |                      |                      |                      |                      |
| 1990-1991  | Nordiques de Québec     | LNH            | 63  | 13               | 20               | 33               | 111              |                  |   |                      |                      |                      |                      |                      |
| 1991-1992  | Nordiques de Québec     | LNH            | 61  | 16               | 22               | 38               | 77               |                  |   |                      |                      |                      |                      |                      |
| 1992-1993  | Nordiques de Québec     | LNH            | 77  | 8                | 22               | 30               | 69               | 6                | 0 | 1                    | 1                    | 2                    |                      |                      |
| 1993-1994  | Panthers de la Floride  | LNH            | 78  | 6                | 23               | 29               | 62               |                  |   |                      |                      |                      |                      |                      |
| 1994-1995  | Panthers de la Floride  | LNH            | 48  | 6                | 7                | 13               | 38               |                  |   |                      |                      |                      |                      |                      |
| 1995-1996  | Panthers de la Floride  | LNH            | 64  | 7                | 16               | 23               | 37               | 22               | 4 | 1                    | 5                    | 8                    |                      |                      |
| 1996-1997  | Panthers de la Floride  | LNH            | 69  | 8                | 6                | 14               | 48               | 5                | 1 | 0                    | 1                    | 2                    |                      |                      |
| 1997-1998  | Islanders de New York   | LNH            | 74  | 5                | 7                | 12               | 27               |                  |   |                      |                      |                      |                      |                      |
| 1998-1999  | Grizzlies de l'Utah     | LIH            | 26  | 5                | 7                | 12               | 8                |                  |   |                      |                      |                      |                      |                      |
| 1998-1999  | Lock Monsters de Lowell | LAH            | 11  | 0                | 3                | 3                | 21               |                  |   |                      |                      |                      |                      |                      |
| 1998-1999  | Islanders de New York   | LNH            | 11  | 0                | 0                | 0                | 2                |                  |   |                      |                      |                      |                      |                      |
| Totaux LNH | Totaux LNH              | Totaux LNH     | 707 | 100              | 156              | 256              | 675              | 44               | 5 | 5                    | 10                   | 38                   |                      |                      |

## Trophées et honneurs personnels
Ligue de hockey de l'Ontario
- 1982: Remporta la Coupe Memorial avec les Rangers de Kitchener

## Transactions en carrière
- 20 juin 1993: échangé aux Capitals de Washington par les Nordiques de Québec en retour de Reggie Savage et Paul MacDermid.
- 24 juin 1993: sélectionné par les Panthers de la Floride lors du Repêchage d'expansion de 1993.
- 21 juillet 1997: signe un contrat comme agent-libre avec les Islanders de New York.